# Michelle McCool

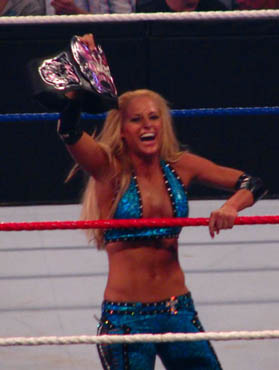
McCool jako Divas Champion

Michelle Leigh Calaway z domu McCool (ur. 25 stycznia 1980 w Palatka, Floryda) – amerykańska wrestlerka. Najbardziej znana jest ze swoich czasów w WWE, gdzie występowała pod swoim prawdziwym imieniem, Michelle McCool i czterokrotnie organizowała tam mistrzostwa kobiet.

## Kariera wrestlingu

### WWE

#### Początki (2004-2006)
McCool zadebiutowała w WWE, w 2004 roku jako zawodnik Diva Search. Mimo tego, że nie udało jej się wygrać konkursu, w listopadzie 2004 firma podpisała z nią kontrakt. Na początku służyła jako trener na SmackDown!, była ankieterem na terytorium rozwojowym, czy też menadżerem różnych grup. Pełniąc stanowiska menadżera, miała okazję feudować z menadżerką innej grupy, Meliną. Po tym została wysłana do terytorium rozwojowego, Ohio Valley Wrestling, gdzie dostała kontuzji i została wycofana tymczasowo z akcji.

#### Główny skład (2006-2008)
McCool powróciła na SmackDown! jako "sexy nauczycielka", kreując jej postać na heel'a, odwołując się do jej prawdziwej pracy nauczyciela. Sprzymierzyła się wtedy z Kristal Marshall, aby rozpocząć feud z Jillian i Ashley. Na The Great American Bash wszystkie panie zmierzyły się w fatal 4-way, w Bra and Panties matchu, który wygrała Ashley. 28 lipca 2006, wygrała swój pierwszy mecz pokonując Jillian.
Później skupiła się na zarządzaniu zespołem KC James i Idol Stevens. 28 listopada McCool była hospitalizowana z powodu powiększonej nerki, złamanego mostka i zaburzeń równowagi elektrolitowej. Została wypisana ze szpitala 2 grudnia. 30 marca 2007 powróciła w 10-Diva tag team matchu. 13 kwietnia stała się face'em, po tym jak uratowała Ashley przed atakiem Jillian Hall. Następnie odbywała się seria meczów, pomiędzy McCool a Victorią, która ostatecznie zakończyła się mixed tag team matchem, w którym Victoria i Kenny Dykstra pokonali McCool i Chucka Palumbo.

#### Divas Champion (2008)
McCool w ubiegłym czasie otrzymała pseudonim "All-American Diva", gdzie później towarzyszyła swemu ekranowemu przyjacielowi, Chuckowi Palumbo. Po serii meczów z Jamiem Noble, Noble wygrał z nią randkę, gdzie Palumbo przypadkowo uderzył McCool łokciem, powodując u niej wstrząs mózgu (kayfabe). Przyjaźń zakończyła się, po tym jak Michelle odmówiła przeprosin.
4 lipca 2008, McCool wygrała Golden Dreams match, który zapewnił jej walkę z Natalyą, gdzie zwycięzca zostanie pierwszą w historii Divas Champion. Na gali The Great American Bash, 20 lipca 2008, McCool pokonała Natalyę, aby zostać pierwszą w historii mistrzynią WWE Divas oraz zdobyć swoje pierwsze mistrzostwo w karierze. Obroniła ona tytuł z sukcesem na SmackDown! i Unforgiven przeciwko Maryse i na SmackDown! przeciwko Marii. Tytuł straciła na rzecz Maryse, 22 grudnia 2008 (wyemitowano 26 grudnia), kończąc panowanie po 158 dniach. Po meczu zaatakowała sędzię specjalnego, Marię, stając się heel'em.

#### Women's Champion, LayCool i emerytura (2009-2011)
22 maja 2009, pokonała Gail Kim, aby stać się pretendentką nr. 1 do dzierżawionego przez Melinę, WWE Women's Championship. Na The Bash, McCool pokonała Melinę, aby zdobyć mistrzostwo i zostać pierwszą kobietą, która wygrała Divas i Women's Championship. Na Night of Champions zachowała tytuł w rewanżu.
Następnie sprzymierzyła się z Laylą, tworząc LayCool. Grupa sporadycznie wspierana była również, przez generalną menadżerkę SmackDown, Vickie Gurrero, dzięki czemu zazwyczaj za jej pomocą wygrywały swoje pojedynki. Drużyna wdała się w kontrowersyjny feud z Mickie James, wyśmiewając się z jej wiejskiego pochodzenia i wagi, często nazywając ją "Piggy James". Na Survivor Series, drużyna James pokonała drużynę McCool, w 5 na 5 eliminacyjnym meczu. Na TLC: Tables, Ladders & Chairs, McCool z powodzeniem utrzymała mistrzostwo w walce z James. Na Royal Rumble straciła mistrzostwo na rzecz James. 26 lutego 2010 odzyskała tytuł, w walce z sędzią specjalnym, Vickie Gurrero. Następnie grupa rozpoczęła feud z Beth Phoenix, a na Extreme Rules, McCool straciła tytuł na rzecz Phoenix. W jednym z odcinków SmackDown!, LayCool pokonały Phoenix w handicap matchu, o mistrzostwo, gdzie Layla przypięła mistrzynię, wygrywając tytuł. Niedługo potem obie ogłosiły się współmistrzyniami, przecinając pas na pół, lecz WWE uznawało tylko Laylę jako mistrzynię.

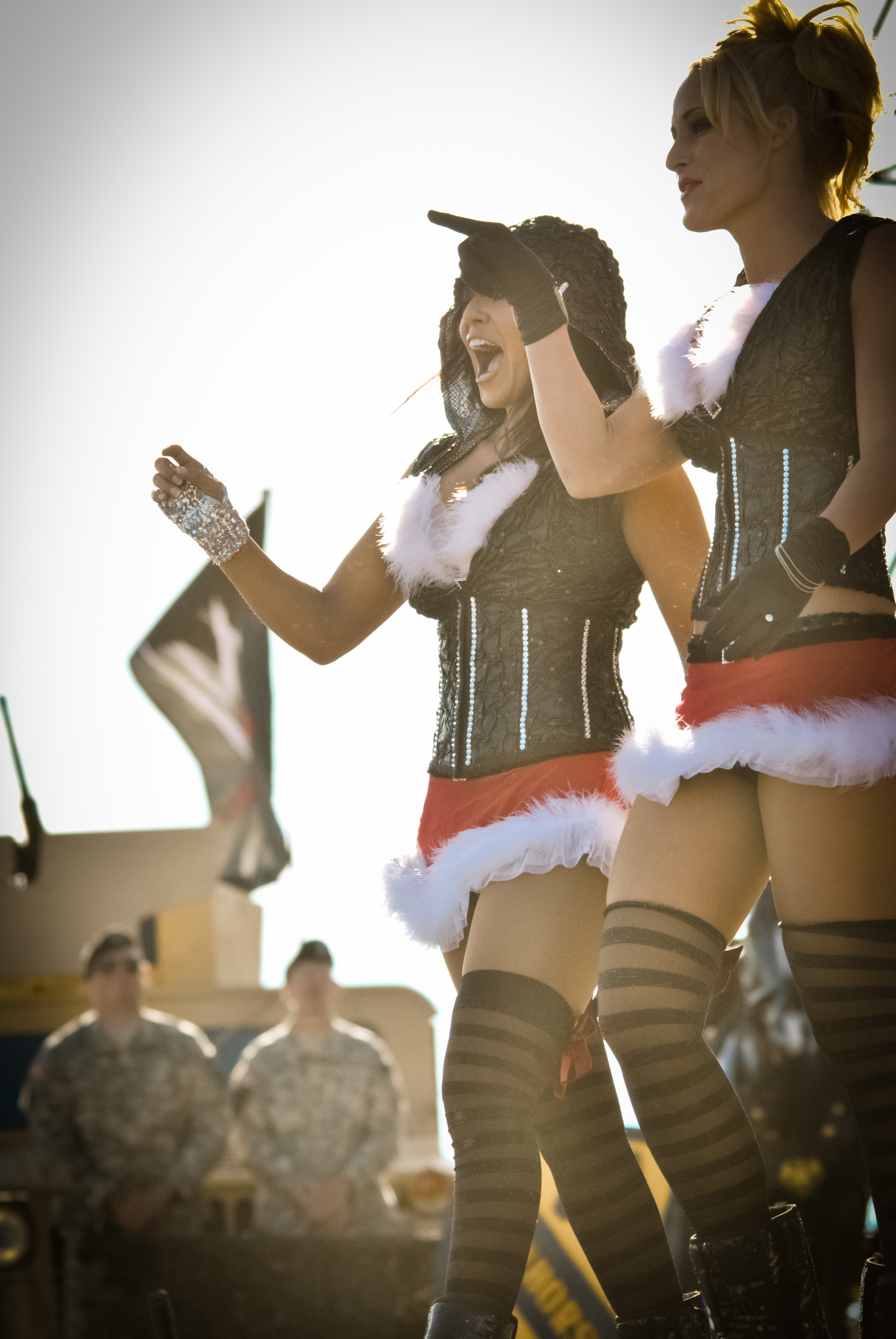
LayCool (Layla po lewej, McCool po prawej) w 2010 roku

Następnie Layla i Michelle podstępnie broniły swój tytuł, często również za pomocą Vickie Gurrero. Na Night of Champions, Michelle, w miejscu Layli, pokonała mistrzynię Divas, Melinę, w lumberjack matchu, aby zjednoczyć mistrzostwa kobiet i Divas, na rzecz kontynuacji Divas. Podobnie jak z tytułem kobiet, wraz z Laylą były współmistrzami, tylko tym razem obie miały oddzielne pasy. Następnie duet rozpoczął feud z Natalyą, upodabniając ją do jego ojca, śmiejąc się z jego brody i szydząc z Natalyi. Na Survivor Series, po tym jak LayCool wiele razy podstępnie pokonały Natalyę, aby zachować mistrzostwo Divas, Natalya pokonała drużynę w handicap matchu, aby odebrać im Divas Championship. Na TLC: Tables, Ladders & Chairs, LayCool zostały pokonane przez Natalyę i Beth Phoenix, w pierwszym historii kobiecym Tables matchu. Na Royal Rumble nie udało im się odzyskać Divas Championship, w fatal 4-way, również z udziałem Eve Torres, która wygrała mecz.
W kwietniu 2011 grupa zaczęła przeżywać kryzys, po tym jak McCool wściekała się na Laylę, po przegranych meczach i unikała z nią kontaktu. Panie zaczęły nawet uczęszczać na terapię, jednak to nie uratowało ich przyjaźni. 29 kwietnia obie zmierzyły się ze sobą, jednak mecz zakończył się podwójnym wyliczeniem, a potem Layla wyzwała McCool do walki na Extreme Rules, co Michelle przyjęła pod warunkiem, że będzie to mecz Loser Leaves WWE (pol. Przegrany opuszcza WWE). 11 maja 2011, na gali Layla pokonała McCool, zmuszając ją do opuszczenia firmy.

#### Sporadyczne występy (2018-obecnie)
22 stycznia 2018, Michelle McCool została przedstawiona, jako jedna z kobiet, która przyczyniła się do sukcesu firmy, podczas 25 rocznicy gali WWE Raw. Tydzień później pojawiła się w historycznym, pierwszym Royal Rumble matchu kobiet, eliminując pięć kobiet, zanim została wyeliminowana przez Natalyę. Na Evolution, wzięła udział, w battle royal o miano pretendentki do dowolnego tytułu kobiet, którego nie zdołała wygrać.
Po tym jak ogłoszono powstanie mistrzostw drużynowych kobiet WWE, McCool zamieściła post na tweeterze wraz ze zdjęciem pasów, oraz oznaczając w poście swoją byłą tag team partnerkę, Laylę, co wywołało duży szum wśród fanów o reformacji grupy.
Podczas WWE The Bump, podczas którego obchodziła 30-lecie kariery swojego męża Undertakera, w 2020 roku zapytano ją, z kim chciałaby walczyć. Odpowiedziała, że chętnie walczyłaby z „Królową WWE”, Charlotte Flair, i nie wyklucza takiej opcji w przyszłości. Na rozdaniach nagród WWE Slammy, w 2020 roku była jedną z prezenterek ogłaszających zwycięzców.

## Życie osobiste
McCool przed małżeństwem z The Undertakerem, była po ślubie z Jeremym Louisem Alexandrem, z którym rozwiodła się w 2006 roku. Ma jedną córkę, z Undertakerem, która nazywa się Kaia. Jest chrześcijanką, a na jej stroju zapaśniczym często można było ujrzeć znak krzyża. McCool zmagała się z bezpłodnością. W 2016 roku zdiagnozowano u niej raka skóry i przeszła skuteczne leczenie. Podczas swojej kariery wielokrotnie doznała złamań i urazów zagrażających jej życiu.

## Inne media

### Gry wideo
| Gra                     | Rola        | Rok  | Link   |
| ----------------------- | ----------- | ---- | ------ |
| SmackDown! vs. Raw 2006 | Sama siebie | 2005 | [ 40 ] |
| SmackDown! vs. Raw 2008 | Sama siebie | 2007 | [ 41 ] |
| SmackDown! vs. Raw 2009 | Sama siebie | 2008 | [ 42 ] |
| SmackDown! vs. Raw 2010 | Sama siebie | 2009 | [ 43 ] |
| SmackDown! vs. Raw 2011 | Sama siebie | 2010 | [ 44 ] |
| WWE'12                  | Sama siebie | 2011 | [ 45 ] |

5 listopada 2007 roku wystąpiła w sześciu odcinkach Family Feud z kilkoma innymi zapaśnikami WWE. Pojawiła się także 6 lutego 2008 r, w odcinku Project Runway z Marią Kanellis, Candice Michelle, Torrie Wilson, Kristal Marshall i Laylą El. 3 czerwca 2008 roku pojawiła się w programie The Best Damn Sports Show Period z Johnem Ceną. Ponadto McCool pojawiła się w wydaniu Muscle & Fitness ze stycznia 2009 r. wraz z Eve Torres i Maryse. Pojawiła się także w specjalnej edycji WWE Are You Smarter Than a Fifth Grader.

## Osiągnięcia
- World Wrestling Entertainment
  - WWE Divas Championship (2 razy)
  - WWE Women’s Championship (2 razy)

- Pro Wrestling Illustrated
  - PWI sklasyfikowało ją jako 8. z 50. najlepszych wrestlerek roku 2009.
  - PWI sklasyfikowało ją jako 1. z 50. najlepszych wrestlerek roku 2010.